# Björn
A Björn óészaki (germán) eredetű férfinév, jelentése: medve.

## Gyakorisága
Az 1990-es években nem volt anyakönyvezhető, a 2000-es években nem szerepel a 100 leggyakoribb férfinév között.

## Névnapok
- nincs hivatalos

## Híres Björnök
- Björn Borg
- Björn Skifs
- Björn Ulvaeus
- Björn Waldegård